# Nik Stauskas
Pour les articles homonymes, voir Stauskas.
Nikolas Tomas « Nik » Stauskas, né le 7 octobre 1993 à Mississauga en Ontario (Canada), est un joueur canadien de basket-ball. Il évolue au poste d'arrière et est réputé pour la fiabilité de son tir à trois points. Il a évolué deux saisons au niveau universitaire pour les Wolverines du Michigan de 2012 à 2014. Il a été sélectionné à la 8e position lors de la draft 2014 de la NBA par les Kings de Sacramento. Stauskas, dont la famille est d’origine lituanienne, est membre de l’équipe nationale canadienne.

## Biographie

### Enfance
Jusqu’en 2009, Stauskas joue pour l’école secondaire catholique de Loyola. Il a obtenu en moyenne 15 points, 5 rebonds et 5 passes décisives en 2007-2008 et 32 points, 14 rebonds et 7,5 passes décisives en 2008-2009. L’entraîneur en chef des Wolverines du Michigan, John Beilein, s’est familiarisé avec Stauskas pendant le camp d'été de la NBA en 2010. Il se rend dans le Michigan cet été-là et a également été recruté par Villanova, Iowa State, Georgetown, Notre Dame, Florida et Providence.
Avant sa dernière année, ESPN l’a désigné comme l’un des 25 meilleurs tireurs à trois points de la classe nationale de 2012. Au moment de leurs signatures, Stauskas, Glenn Robinson III et Mitch McGary ont hissé Michigan au top 10 pour la classe de 2012. À l'issue de la saison, Stauskas obtient le titre de meilleur joueur de la finale du championnat NEPSAC Class AA. À l'issue de la saison et des récompenses obtenues, le classement et la notoriété de Stauskas ont continué d’augmenter.

### Carrière universitaire

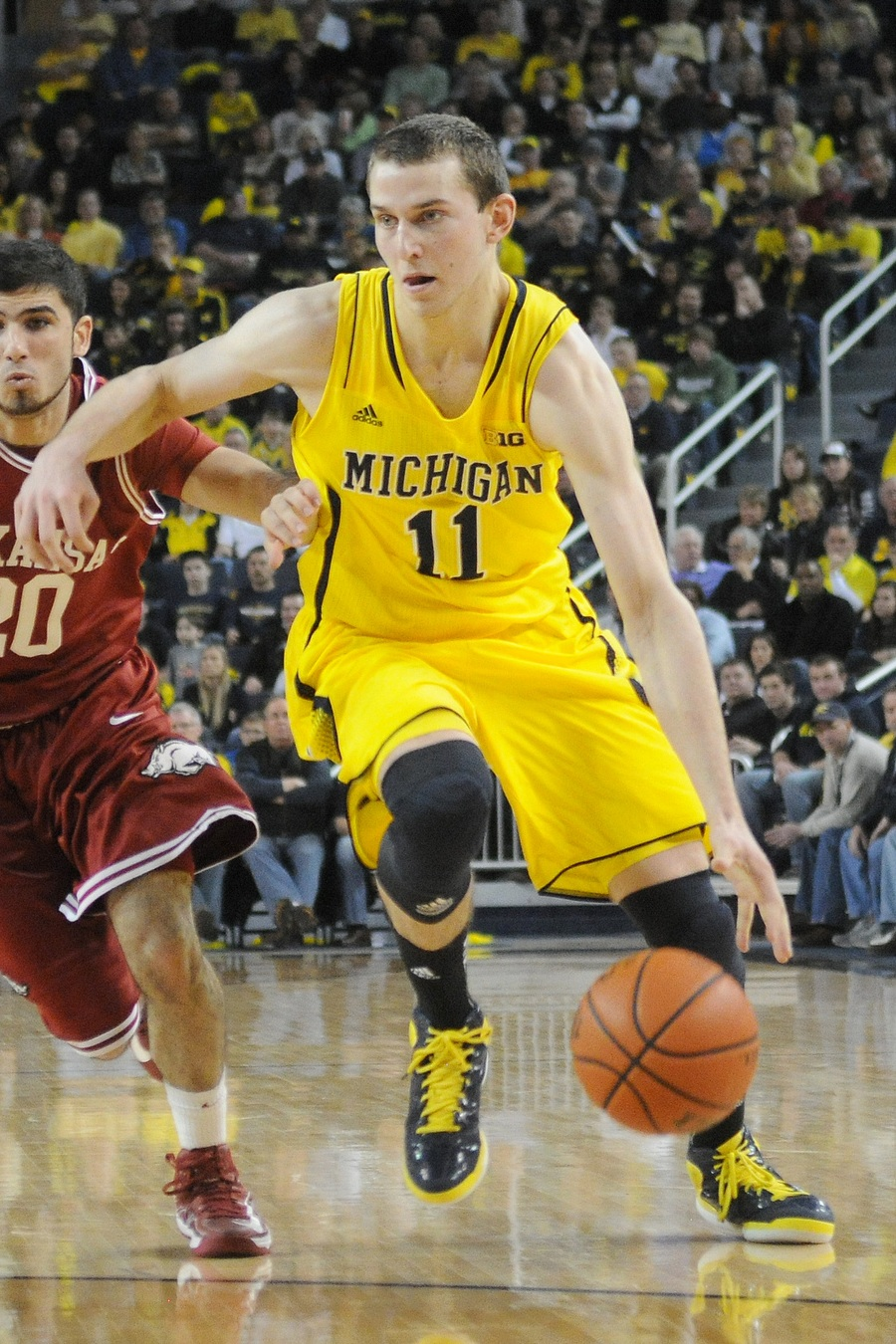
Stauskas en 2012 à l'université.

Stauskas rejoint les Wolverines du Michigan, équipe sportive de l'université du Michigan en 2012. Il commence sa carrière universitaire avec l’espoir d'être un tireur d’élite à trois points. Lors des phases finales du tournoi NIT Season Tip-Off 2012 au Madison Square Garden le 21 et 23 novembre 2012, Michigan a défait Pittsburgh et Kansas State, respectivement, pour remporter le tournoi. Le 28 janvier 2013, Stauskas mène la Big Ten Conference au pourcentage de réussite aux lancers-francs (83,3%) ainsi qu’au pourcentage de tirs à trois points (49,0%). Après avoir inscrit 20 lancers francs consécutifs au tournoi de division I de la NCAA en 2013, lors du Sweet Sixteen, Stauskas termine la saison avec un pourcentage de réussite aux lancers francs à 85,1%, ce qui est mieux que le leader de la Big Ten Conference, Adreian Payne et ses 84,8%.
Durant l’intersaison, Stauskas a pris environ 7 kilogrammes et augmenté de 15 centimètres sa détente verticale. Lors de la finale du Puerto Rico Tip-Off, contre Charlotte, Stauskas a inscrit 20 points et 3 interceptions. Bien que Michigan ait perdu la partie, Stauskas a remporté le titre de meilleur joueur du tournoi. Lors de la seconde mi-temps, Stauskas s’est tordu la cheville, mais a continué de jouer les 9 dernières minutes. Stauskas a raté le match du 29 novembre 2013 contre Coppin State pour reposer sa cheville.
Le 22 janvier 2014, contre l'Iowa, Stauskas a égalé son record en carrière avec 26 points et a contribué avec 5 rebonds et 5 passes décisives, aidant Michigan à vaincre pour la seconde fois consécutive un adversaire dans le top 10, pour la première fois depuis 1996-1997. À la fin de la saison régulière, il est le seul joueur de la Big Ten à se classer parmi les 10 meilleurs joueurs au pourcentage de réussite au tir (48,9%), à trois points (45,8%) et aux lancers francs (81,1%). Michigan est alors éliminé au Elite Eight du tournoi NCAA cette saison, par Kentucky, tandis que Stauskas inscrit 24 points au cours de ce match. À la fin de sa deuxième saison avec les Wolverines, il est élu joueur de l'année de la Big Ten Conference. Stauskas est aussi sélectionné dans la deuxième équipe-type (All-Americans) NCAA.
Le 15 avril, lors d’une conférence de presse conjointe avec Robinson sur le Big Ten Network, Stauskas annonce son intention de se présenter à la draft 2014 de la NBA. Au cours de ses deux années avec Michigan, l’école a connu sa période la plus fructueuse de son histoire scolaire, marquée par un total de 59 victoires.

### Carrière professionnelle

#### Kings de Sacramento (2014-2015)
En juin 2014, il est choisi à la 8e position de la draft 2014 de la NBA par les Kings de Sacramento. Il est le joueur de l'université du Michigan, depuis Jamal Crawford en 2000, à avoir été sélectionné le plus haut. Ses coéquipiers Mitch McGary et Glenn Robinson III sont également sélectionnés, c'est la première fois depuis 1990, que Michigan a au moins trois joueurs sélectionnés dans une classe de draft.
Le 8 juillet 2014, il signe un contrat rookie avec les Kings. Durant la NBA Summer League 2014, il est titulaire et mène son équipe au titre de champion du tournoi. Le 6 août, Stauskas est choisi par ses pairs comme le deuxième meilleur tireur des rookies après Doug McDermott. Durant la présaison, il obtient beaucoup de publicité pour sa déclaration "I understand that I’m a rookie and I’m white, so people are going to attack me" ("Je comprends que je suis un rookie et que je suis blanc, donc les gens vont m'attaquer") à cause des stéréotypes sur sa couleur et ses capacités défensives non prouvées et supposées faibles. Stauskas est surpris par l'attention qu'il reçoit. Durant la première semaine en NBA, il contre trois ballons contre les Clippers de Los Angeles. Le 8 décembre, durant son premier match contre le Jazz de l'Utah et son ancien coéquipier de la Big Ten Conference, Trey Burke, Stauskas établit son record de points en carrière en terminant le match avec 15 points et 8 rebonds. Stauskas marque de nouveau 15 points contre les Knicks de New York et l'ancien joueur du Michigan, Tim Hardaway, Jr. le 3 mars. Le 24 mars, le surnom de "Sauce Castillo" se répand sur les réseaux sociaux après une erreur de sous-titrage destiné aux sourds et malentendants. Le 15 avril 2015, pour le dernier match de la saison des Kings, Stauskas est titulaire pour la première fois de la saison contre les Lakers de Los Angeles.

#### 76ers de Philadelphie (2015-2017)

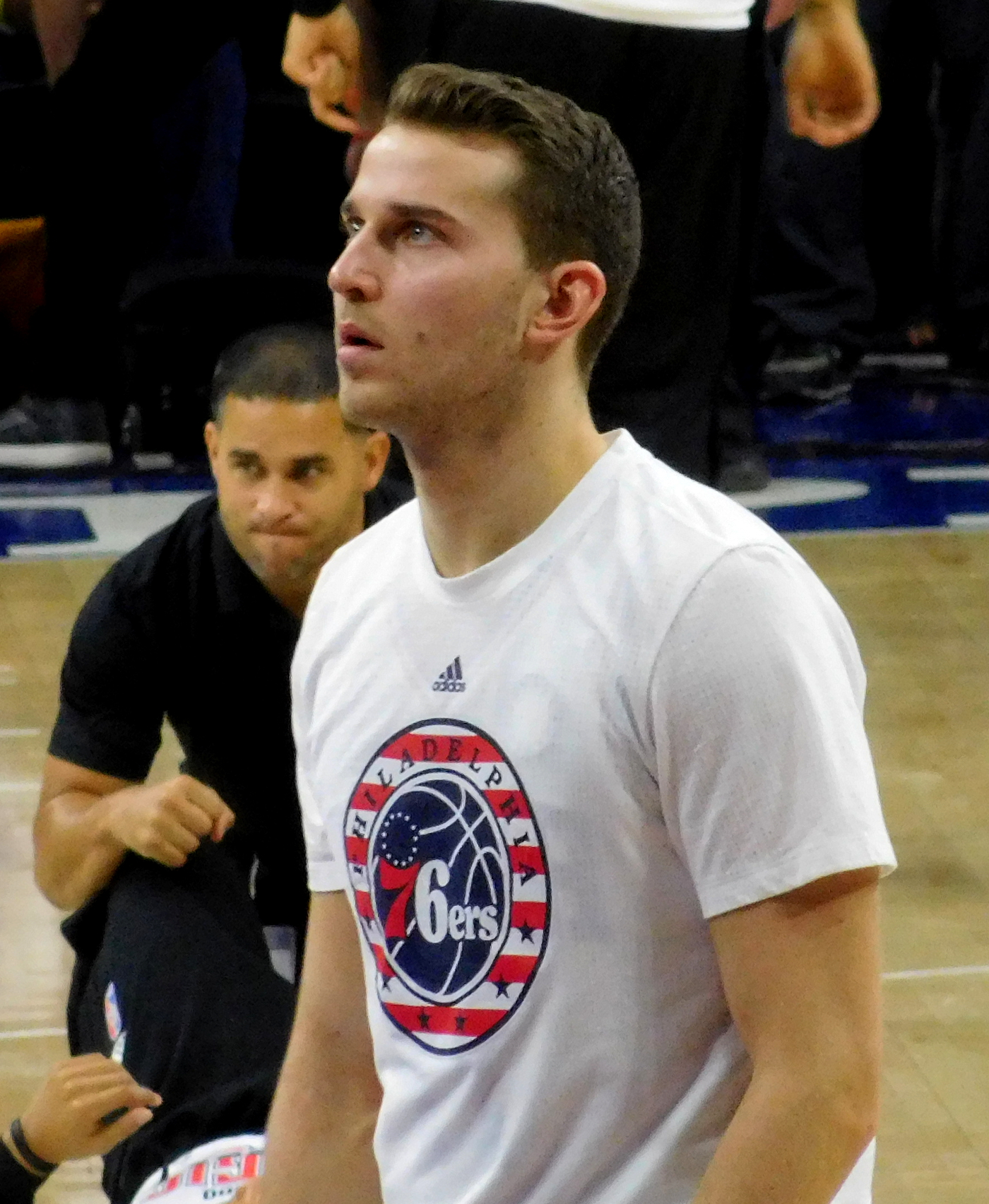
Stauskas en 2015.

Le 10 juillet 2015, Stauskas est transféré aux 76ers de Philadelphie avec Carl Landry, Jason Thompson, un futur premier tour de draft, le droit d'intervertir les premiers tours de 2016 et 2017, en échange des droits sur Artūras Gudaitis et Luka Mitrović.
Pendant la pré-saison, Stauskas est affecté par une blessure au tibia droit. Bien qu’il se soit remis de sa blessure au début de la saison, il rate l’ouverture de la saison du 28 octobre avec des spasmes au dos. Stauskas commence sa saison pour les 76ers le 30 octobre contre le Jazz de l'Utah, inscrivant 12 points. Stauskas a fait son apparition dans le cinq majeur des 76ers le 2 novembre contre les Cavaliers de Cleveland, où il inscrit 15 points.
Le 1er décembre 2016, Stauskas et les 76ers battent les Lakers de Los Angeles, mettant fin à la plus longue série de défaites de l’histoire du sport professionnel aux États-Unis (28 défaites consécutives) et au pire départ de l’histoire de la NBA (ex-aequo avec les Nets du New Jersey de 2009-2010 avec un bilan de 0-18),. Stauskas établit son nouveau record en carrière, le 18 mars contre le Thunder d'Oklahoma City, en inscrivant 23 points.
Au début de la saison 2016-2017, les 76ers ont exercé l’option d'équipe de quatrième année. Le 19 novembre 2016, Stauskas a marqué 21 points, tout en inscrivant 8 tirs sur 9 tentatives dans une victoire contre les Suns de Phoenix. Il a battu son record en carrière avec 24 points, le 4 mars 2016 dans une défaite contre les Pistons de Détroit.

#### Nets de Brooklyn (2017-2018)
Le 7 décembre 2017, il est transféré vers les Nets de Brooklyn avec Jahlil Okafor contre Trevor Booker. Lors de ses débuts pour les Nets le 15 décembre 2017, Stauskas a marqué 22 points dans une défaite contre les Raptors de Toronto. Au cours de ses premières semaines avec Brooklyn, il inscrit 19 de ses 33 premiers tirs, donnant un pourcentage de 57,6 % au-delà de la ligne des trois points et a établi un record de carrière avec 7 tirs à trois points inscrits, le 27 décembre contre les Pelicans de La Nouvelle-Orléans, ce qui a égalé un record de franchise pour un joueur en sortie de banc,.

#### Trail Blazers de Portland (2018-2019)

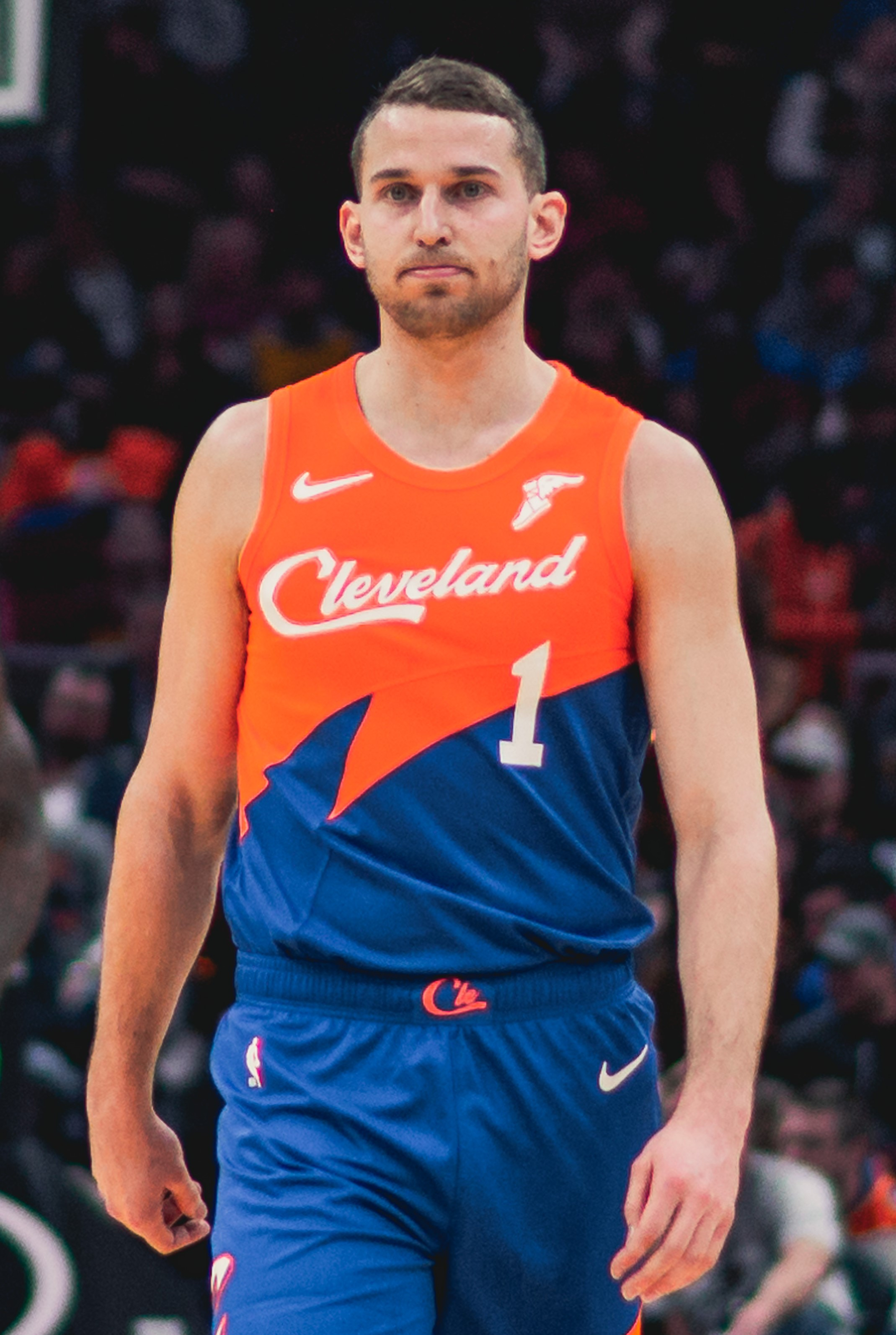
Stauskas en 2019.

Le 5 juillet 2018, il signe avec les Trail Blazers de Portland. À ses débuts, lors du premier match de la saison le 18 octobre 2018, Stauskas sort du banc pour inscrire 24 points dans une victoire contre les Lakers de Los Angeles.

#### Période de transferts (2019)
Le 4 février 2019, il est envoyé aux Cavaliers de Cleveland. Le 6 février 2019, sans avoir joué une seule minute sous le maillot des Cavaliers, il est envoyé aux Rockets de Houston.
Le lendemain, Stauskas est envoyé aux Pacers de l'Indiana, puis coupé par la même franchise.

#### Cavaliers de Cleveland (2019)
Le 11 février 2019, en tant qu'agent libre, il signe jusqu'à la fin de la saison aux Cavaliers de Cleveland.

#### Saski Baskonia (2019-2020)
Le 1er août 2019, il signe un contrat d'une saison avec le club espagnol de Saski Baskonia. Stauskas et le Saski Baskonia rompent le contrat en février 2020.
Le 3 décembre 2020, Stauskas signe un contrat avec les Bucks de Milwaukee pour participer au camp d'entraînement. À la fin du camp d'entraînement, il est libéré par les Bucks.

#### Raptors 905 (2021)
Le 21 janvier 2021, Stauskas rejoint l'équipe des Raptors 905 en NBA Gatorade League pour le reste de la saison 2020-2021.

#### Gold de Grand Rapids (2021)
Le 16 octobre, Stauskas est signé par les Nuggets de Denver, mais y ont renoncé plus tard dans la journée. Il a ensuite rejoint le Gold de Grand Rapids en tant que joueur dans l'équipe affiliée des Nuggets en NBA Gatorade League.

#### Heat de Miami (2021-2022)
Fin décembre 2021, le Heat recrute Stauskas pour 10 jours, pour pallier l'absence de joueurs en raison de la pandémie de Covid-19.

#### Retour au Gold de Grand Rapids (2022)
Après l’expiration de son contrat de 10 jours, Stauskas retourne au Gold de Grand Rapids. Le 1er mars 2022, il inscrit un record de franchise avec  57 points dans une victoire contre le Herd du Wisconsin. En plus de l’exploit, qui est le sixième meilleur total de l’histoire de la NBA Gatorade League, il enregistre un record historique de 38 points inscrit en première mi-temps et inscrit 12 paniers consécutifs, sans en rater un seul au début du match. Le lendemain, Stauskas inscrit 43 points contre le Magic de Lakeland, devenant le deuxième joueur de la G-League (Russ Smith en avait inscrit 105 en mars 2016) à inscrire au moins 100 points sur deux matchs consécutifs et le premier à le faire deux soirs consécutifs. La performance de 100 points de Stauskas coïncidait avec le 60e anniversaire du match à 100 points de Wilt Chamberlain.

#### Celtics de Boston (2022)
Le 4 mars 2022, il signe pour deux saisons en faveur des Celtics de Boston. Il atteint, avec l'équipe des Celtics, les Finales NBA 2022 mais s'incline face aux Warriors de Golden State.
Début juillet 2022, dans le cadre du transfert de Malcolm Brogdon aux Celtics de Boston, il fait le chemin inverse et rejoint les Pacers de l'Indiana mais peu après, Stauskas est licencié par les Pacers. Les droits de la G-League de Stauskas étaient toujours détenus par le Gold de Grand Rapids, qui les ont échangés aux Skyhawks de College Park qui se sont retournés et l’ont vendu aux Timberwolves du Minnesota. Stauskas est entré au camp d’entraînement sous contrat avec les Timberwolves, qui ont cédé ses droits aux Wolves de l'Iowa.

## Statistiques

### Universitaires
| Saison    | Équipe   | Matchs | Titul. | Min./m | % Tir | % 3pts | % LF | Rbds/m. | Pass/m. | Int/m. | Ctr/m. | Pts/m. |
| --------- | -------- | ------ | ------ | ------ | ----- | ------ | ---- | ------- | ------- | ------ | ------ | ------ |
| 2012-2013 | Michigan | 39     | 33     | 30,5   | 46,3  | 44,0   | 85,1 | 2,97    | 1,33    | 0,56   | 0,23   | 11,03  |
| 2013-2014 | Michigan | 36     | 36     | 35,6   | 47,0  | 44,2   | 82,4 | 2,92    | 3,28    | 0,56   | 0,31   | 17,50  |
| Carrière  | Carrière | 75     | 69     | 32,9   | 46,7  | 44,1   | 83,2 | 2,95    | 2,27    | 0,56   | 0,27   | 14,13  |

### NBA

#### Saison régulière
| Saison    | Équipe       | Matchs | Titul. | Min./m | % Tir | % 3pts | % LF  | Rbds/m. | Pass/m. | Int/m. | Ctr/m. | Pts/m. |
| --------- | ------------ | ------ | ------ | ------ | ----- | ------ | ----- | ------- | ------- | ------ | ------ | ------ |
| 2014-2015 | Sacramento   | 73     | 1      | 15,4   | 36,5  | 32,2   | 85,9  | 1,21    | 0,92    | 0,27   | 0,23   | 4,37   |
| 2015-2016 | Philadelphie | 73     | 35     | 24,8   | 38,5  | 32,6   | 77,1  | 2,51    | 1,89    | 0,60   | 0,27   | 8,45   |
| 2016-2017 | Philadelphie | 80     | 27     | 27,3   | 39,6  | 36,8   | 81,3  | 2,83    | 2,35    | 0,56   | 0,40   | 9,45   |
| 2017-2018 | Philadelphie | 6      | 0      | 7,5    | 25,0  | 0,0    | 100,0 | 0,17    | 0,17    | 0,67   | 0,00   | 0,67   |
| 2017-2018 | Brooklyn     | 35     | 0      | 13,7   | 39,3  | 40,4   | 70,4  | 1,80    | 1,09    | 0,14   | 0,11   | 5,06   |
| 2018-2019 | Portland     | 44     | 0      | 15,3   | 41,9  | 34,4   | 88,9  | 1,82    | 1,41    | 0,32   | 0,09   | 6,07   |
| 2018-2019 | Cleveland    | 24     | 0      | 14,2   | 36,7  | 42,9   | 89,3  | 1,96    | 0,79    | 0,29   | 0,12   | 5,50   |
| 2021-2022 | Miami        | 2      | 0      | 11,9   | 37,5  | 50,0   | 75,0  | 1,50    | 0,50    | 0,00   | 0,00   | 5,50   |
| 2021-2022 | Boston       | 6      | 0      | 2,5    | 33,3  | 33,3   | 50,0  | 0,00    | 0,17    | 0,00   | 0,00   | 1,17   |
| Carrière  | Carrière     | 343    | 63     | 19,5   | 38,9  | 35,4   | 81,2  | 2,01    | 1,50    | 0,41   | 0,23   | 6,68   |

#### Playoffs
| Saison   | Équipe   | Matchs | Titul. | Min./m | % Tir | % 3pts | % LF  | Rbds/m. | Pass/m. | Int/m. | Ctr/m. | Pts/m. |
| -------- | -------- | ------ | ------ | ------ | ----- | ------ | ----- | ------- | ------- | ------ | ------ | ------ |
| 2022     | Boston   | 13     | 0      | 1,8    | 25,0  | 30,0   | 100,0 | 0,31    | 0,31    | 0,00   | 0,00   | 1,00   |
| Carrière | Carrière | 13     | 0      | 1,8    | 25,0  | 30,0   | 100,0 | 0,31    | 0,31    | 0,00   | 0,00   | 1,00   |

### Europe
| Saison    | Équipe   | Compétition | Matchs | Titul. | Min./m | % Tir | % 3pts | % LF | Rbds/m. | Pass/m. | Int/m. | Ctr/m. | Pts/m. |
| --------- | -------- | ----------- | ------ | ------ | ------ | ----- | ------ | ---- | ------- | ------- | ------ | ------ | ------ |
| 2019-2020 | Baskonia | Liga ACB    | 18     | 7      | 17,6   | 36,8  | 31,6   | 84,6 | 1,50    | 1,44    | 0,44   | 0,17   | 7,22   |
| 2019-2020 | Baskonia | Euroligue   | 22     | 12     | 20,5   | 41,6  | 42,2   | 78,1 | 2,14    | 1,59    | 0,55   | 0,18   | 8,95   |
| Carrière  | Carrière | Carrière    | 40     | 19     | 19,2   | 39,6  | 37,3   | 81,0 | 1,85    | 1,52    | 0,50   | 0,17   | 8,18   |

## Records sur une rencontre en NBA
Les records personnels de Nik Stauskas en NBA sont les suivants, :
| Type de statistique        | Saison régulière | Saison régulière                  | Saison régulière | Playoffs | Playoffs                   | Playoffs    |
| Type de statistique        | Record           | Adversaire                        | Date             | Record   | Adversaire                 | Date        |
| -------------------------- | ---------------- | --------------------------------- | ---------------- | -------- | -------------------------- | ----------- |
| Points                     | 24               | 2 fois                            | 2 fois           | 3        | 3 fois                     | 3 fois      |
| Paniers marqués            | 10               | Pistons de Détroit                | 4 mars 2017      | 1        | 3 fois                     | 3 fois      |
| Paniers tentés             | 19               | @ Bucks de Milwaukee              | 4 novembre 2015  | 3        | @ Heat de Miami            | 19 mai 2022 |
| Paniers à 3 points réussis | 7                | @ Pelicans de La Nouvelle-Orléans | 27 décembre 2017 | 1        | 3 fois                     | 3 fois      |
| Paniers à 3 points tentés  | 14               | @ Bucks de Milwaukee              | 4 novembre 2015  | 2        | 3 fois                     | 3 fois      |
| Lancers francs réussis     | 6                | 3 fois                            | 3 fois           | 2        | 2 fois                     | 2 fois      |
| Lancers francs tentés      | 10               | @ Grizzlies de Memphis            | 6 décembre 2016  | 2        | 2 fois                     | 2 fois      |
| Rebonds offensifs          | 2                | 7 fois                            | 7 fois           | -        | -                          | -           |
| Rebonds défensifs          | 7                | 2 fois                            | 2 fois           | 3        | @ Warriors de Golden State | 5 juin 2022 |
| Rebonds totaux             | 8                | 2 fois                            | 2 fois           | 3        | @ Warriors de Golden State | 5 juin 2022 |
| Passes décisives           | 7                | 2 fois                            | 2 fois           | 2        | @ Heat de Miami            | 19 mai 2022 |
| Interceptions              | 3                | 5 fois                            | 5 fois           | -        | -                          | -           |
| Contres                    | 3                | 3 fois                            | 3 fois           | -        | -                          | -           |
| Balles perdues             | 5                | 2 fois                            | 2 fois           | -        | -                          | -           |
| Minutes jouées             | 43               | Grizzlies de Memphis              | 23 novembre 2016 | 4        | @ Heat de Miami            | 19 mai 2022 |

- Double-double : 0
- Triple-double : 0

Dernière mise à jour : 17 août 2022

## Distinctions
- Consensus second-team All-American (2014)
- Big Ten Player of the Year (2014)
- NEPSAC Class AA Championship MVP (2012)
- All-NEPSAC Class AA team (2012)

## Salaires
Les gains de Nik Stauskas en NBA sont les suivants :
| Saison      | Équipe                    | Salaire      |
| ----------- | ------------------------- | ------------ |
| 2014-2015   | Kings de Sacramento       | 2 745 840 $  |
| 2015-2016   | 76ers de Philadelphie     | 2 869 440 $  |
| 2016-2017   | 76ers de Philadelphie     | 2 993 040 $  |
| 2017-2018   | 76ers de Philadelphie     | 1 118 484 $  |
| 2017-2018   | Nets de Brooklyn          | 2 688 663 $  |
| 2018-2019   | Trail Blazers de Portland | 948 580 $    |
| 2018-2019   | Cavaliers de Cleveland    | 17 457 $     |
| 2018-2019   | Rockets de Houston        | 47 891 $     |
| 2018-2019   | Pacers de l'Indiana       | 538 383 $    |
| 2018-2019   | Cavaliers de Cleveland    | 540 472 $    |
| 2021-2022   | Heat de Miami             | 111 457 $    |
| 2021-2022   | Celtics de Boston         | 423 536 $    |
| 2022-2023   | Pacers de l'Indiana       | 702 311 $    |
| Total Gains | Total Gains               | 15 745 554 $ |